# Mario Coltorti
Mario Coltorti (Civitanova Marche, 24 marzo 1926 – Napoli, gennaio 2009) è stato un medico italiano, noto per essere tra gli scopritori della funzione della transaminasi insieme a Fernando De Ritis e Giuseppe Giusti.

## Biografia
Allievo a Roma di Cesare Frugoni e a Napoli di Flaviano Magrassi, Coltorti è stato professore ordinario in Semeiotica Medica, in Patologia Medica e poi in Clinica Medica nell'Università di Napoli.
Il suo nome è legato, oltre alla scoperta delle transaminasi, allo studio e diagnostica delle malattie epatiche, dell'apparato digerente e alla ricerca in campo bioetico e dell’etica medica all'interno del CIRB, di cui fu tra l'altro tra i fondatori.
Il prof. Coltorti fu tra i fondatori del Centro interuniversitario di ricerca bioetica; è stato relatore nel "I Corso di Bioetica Sanitaria nel Laboratorio di Analisi" nel 2000 con "Il Metodo in Bioetica". Il Corso, organizzato dal Presidente ASSIATEL dr. Rosario De Falco con i Patrocini ufficiali di ASL Napoli 1, ARSan, AIPaC, SIBioC, ANLAIDS e l'Associazione Incurabili di Napoli, ebbe come Presidente del Corso il prof. Goffredo Sciaudone, eminente anatomopatologo ed il prof. Maurizio D'Amora, patologo clinico, tra gli organizzatori. Si svolse in Napoli in varie giornate di lavori, toccando tanti argomenti di Bioetica, dal 3 aprile al 4 luglio 2000., anticipando, di tanti anni, ciò di cui tratta oggi la Bioetica anche nel campo laboratoristico (un esempio per tutti le problematiche vaccinali sul COVID-19).